# Penol (nàutica)

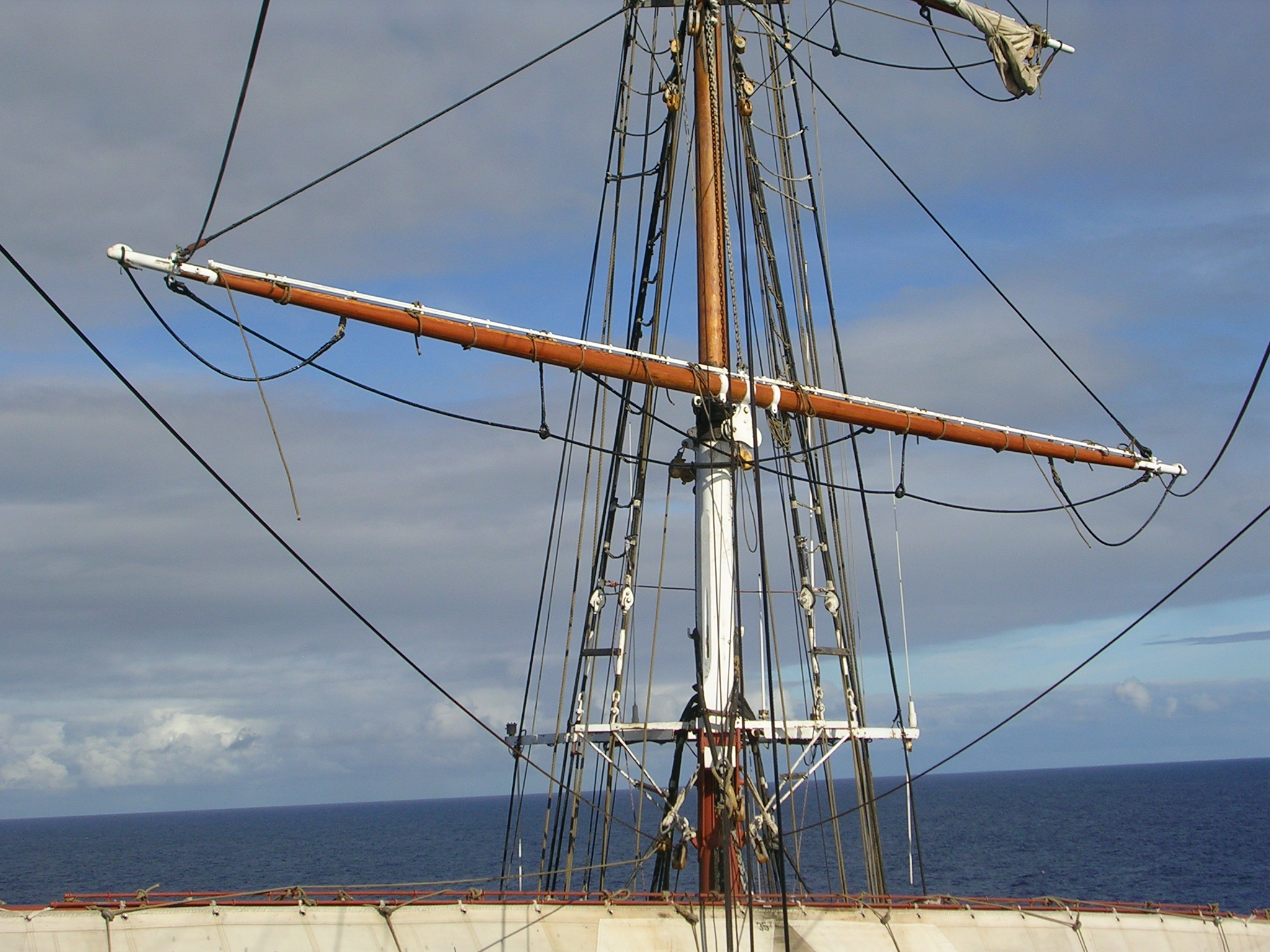
Verga d'un aparell rodó amb dues amantines. Els extrems són els penols.

En una embarcació, es diu penol a cadascuna de les puntes o extrems de tota verga de creu i també a la part més prima d'un botaló. Es defineix facultativa o rigorosament des del puny del gràtil de la vela fins a la punta o extrem de dita verga.

## Expressions relacionades
- Tenir molt o poc penol : Quedar molta o poca distància amb una verga des de l'amantina i braça fins a la punta de la verga.
- Sortir al penol : col·locar-se un home en aquest lloc per prendre o deixar anar l'empunyadura d'una faixa de rissos o per una altra maniobra necessària en aquesta posició arriscada per la qual cosa sol encarregar-se de la seva execució al millor mariner després del gabier.
- Ficar els penols a l'aigua de banda a banda: ser tan gran el balanceig i tan gruixuda la mar que els penols de les vergues solen alguna vegada tocar o arribar a superfície de l'aigua elevada ja parcial i angularment la direcció de la seva en les ones que passen d'uns a altres banda.
- Penjar a un home del penol : És un càstig que solia fer-se amb els pirates a la mar, portant-los penjats d'un penol a l'entrar al port per terror i escarment dels que poguessin intentar la pirateria.